# ペーチMFC
ペーチ・メチェク・フトバッル・ツルブ（Pécsi Mecsek Futball Club）は、ハンガリーのバラニャ県ペーチをホームタウンとするサッカークラブである。

## 歴史
1950年8月22日にペーチ・ドージャ (Pécsi Dózsa) として創設された。クラブカラーは紫と白。
1973年2月16日、ペーチ・ドージャ、ペーチ・エールツバーニャース、ペーチ・バーニャースなどのペーチの5つのクラブが合併してペーチ・ムンカーシュ・シュポルト・ツルブ (PMSC: Pécsi Munkás Sport Club) が誕生した。PMSCのクラブカラーにはエールツバーニャースの赤と黒が選ばれた。1978年と1987年にマジャル・クパで準優勝、1990年に決勝でブダペスト・ホンヴェードに2-0で勝利して初優勝した。PMSCにはサッカー、卓球、陸上競技、レスリング、柔道、カヤック＝カヌー、自転車、ハンドボール、バスケットボール、乗馬、モータースポーツ、近代五種競技、チェス、重量挙げ、ボウリング、ハイキング、体操、水泳、フェンシング、水球の全20部門（カヤックとカヌーを別部門と考えると全21部門）が存在したが、主に財政的制約のためにサッカー部門以外は独立していった。
1995年夏、1995-96シーズン開幕前にペーチ・メチェク・フトバッル・ツルブ (PMFC: Pécsi Mecsek Futball Club) に変更された。2007年夏にMatyi DezsőがPMFCの過半数所有者となったが、2015年夏にMatyi Dezsőとペーチ市はPMFCが再び市のクラブとなることで合意した。
PMFCは2014-15シーズンのネムゼティ・バイノクシャーグIで11位になったが、2015-16シーズンのNB Iのライセンスを取得できなかった。PMFCと同じくNB Iに所属していたジェールETO、ケチケメート、ニーレジハーザの3チームも降格圏外であったが、ライセンスを取得できなかった。最終的にPMFCは2015-16シーズンはNB Iから3段階降格したバラニャ県1部リーグに所属、リーグ優勝してネムゼティ・バイノクシャーグIIIに昇格した。

## 獲得タイトル
- マジャル・クパ：1回
  - 1989-90

## 欧州の成績
| シーズン | 大会                                 | ラウンド   | 対戦相手                         | ホーム       | アウェー | 合計    |  |
| -------- | ------------------------------------ | ---------- | -------------------------------- | ------------ | -------- | ------- |  |
| 1962-63  | インタートトカップ                   | グループB4 | Blauw-Wit Amsterdam              | 5-2          | 0-0      | 1位     |  |
| 1962-63  | インタートトカップ                   | グループB4 | ヴェレジュ・モスタル             | 4-1          | 2-1      | 1位     |  |
| 1962-63  | インタートトカップ                   | グループB4 | ヒルデスハイム                   | 5-3          | 1-0      | 1位     |  |
| 1962-63  | インタートトカップ                   | 準々決勝   | リエカ                           | 2-1          | 2-2      | 4-3     |  |
| 1962-63  | インタートトカップ                   | 準決勝     | パドヴァ                         | 0-3          | 3-4      | 3-7     |  |
| 1970-71  | インターシティーズ・フェアーズカップ | 1回戦      | ウニヴェルシタテア・クラヨーヴァ | 3-0          | 1-2      | 4-2     |  |
| 1970-71  | インターシティーズ・フェアーズカップ | 2回戦      | ニューカッスル・ユナイテッド     | 2-0 (a.e.t.) | 0-2      | 2-2 (p) |  |
| 1970-71  | インターシティーズ・フェアーズカップ | 3回戦      | ユヴェントス                     | 0-1          | 0-2      | 0-3     |  |
| 1986-87  | UEFAカップ                           | 1回戦      | フェイエノールト                 | 1-0          | 0-2      | 1-2     |  |
| 1988     | インタートトカップ                   | グループ9  | グラスホッパー                   | 0-1          | 0-1      | 2位     |  |
| 1988     | インタートトカップ                   | グループ9  | ポゴニ・シュチェチン             | 3-1          | 0-0      | 2位     |  |
| 1988     | インタートトカップ                   | グループ9  | エステルス                       | 2-0          | 1-3      | 2位     |  |
| 1990-91  | UEFAカップウィナーズカップ           | 1回戦      | マンチェスター・ユナイテッド     | 0-1          | 0-2      | 0-3     |  |
| 1991-92  | UEFAカップ                           | 1回戦      | シュトゥットガルト               | 2-2          | 1-4      | 3-6     |  |

## 現所属メンバー
2020年8月12日現在
注：選手の国籍表記はFIFAの定めた代表資格ルールに基づく。
| No. | Pos. |            | 選手名                   |
| --- | ---- | ---------- | ------------------------ |
| 2   | DF   | ハンガリー | シャーギ・ミラーン       |
| 3   | DF   | ハンガリー | ラーチ・ラースロー       |
| 5   | MF   | ハンガリー | フトー・ジョンボル       |
| 6   | DF   | ハンガリー | カトナ・レヴェンテ       |
| 7   | FW   | ハンガリー | コーニャ・ダーヴィド     |
| 8   | MF   | ハンガリー | ケレステシュ・バルナ     |
| 9   | FW   | ハンガリー | アダムチェク・マーテー   |
| 10  | MF   | ハンガリー | グラバント・ベンツェ     |
| 11  | FW   | ハンガリー | オーヴァーリ・ジョルト   |
| 13  | GK   | ハンガリー | ヘレシュファイ・ドナート |

| No. | Pos. |            | 選手名                         |
| --- | ---- | ---------- | ------------------------------ |
| 14  | DF   | ハンガリー | プレクレト・チャバ             |
| 15  | DF   | ハンガリー | ガヤーグ・ゲルゲー             |
| 16  | MF   | ハンガリー | ボハタ・アーダーム             |
| 17  | MF   | ハンガリー | ティハニ・オリヴェール         |
| 19  | FW   | ハンガリー | ゲイゲル・ノルベルト           |
| 20  | MF   | ハンガリー | バティズィ・ポーチ・バラージュ |
| 22  | FW   | ハンガリー | ヘゲデュシュ・マールク         |
| 28  | DF   | ハンガリー | クローネル・マルティン         |
| 31  | GK   | ハンガリー | ヘルマーニ・ベンツェ           |
| 39  | FW   | ハンガリー | バルタ・ラースロー             |

## 歴代所属選手
- キッシュ・ラースロー 1974-1976
- ダールダイ・パール 1991-1995
- ゲラ・ゾルターン 1997-2000
- ロヴレンチチ・ゲルゲー 2008-2011
- ディブス・デーネシュ 2008-2014
- ボドナール・ラースロー 2012-2013
- ソロモン・オコロンコ 2012-2013